# Tashkent Open 2012
2012 Tashkent Open er en tennisturnering på WTA 2012. Turneringen vil blive afviklet i Tashkent Tennis Center i Tashkent, Uzbekistan, fra 10. September til 16. 2012.

## Kvalifikation
Tekst mangler, hjælp os med at skrive teksten

## Adgang
| Land | Spiller              | Rank1 | Seed |
| ---- | -------------------- | ----- | ---- |
| ROU  | Monica Niculescu     | 33    | 1    |
| POL  | Urszula Radwańska    | 43    | 2    |
| FRA  | Alizé Cornet         | 50    | 3    |
| SVK  | Magdaléna Rybáriková | 66    | 4    |
| ROU  | Alexandra Cadanțu    | 68    | 5    |
| SRB  | Bojana Jovanovski    | 72    | 6    |
| RUS  | Alexandra Panova     | 76    | 7    |
| KAZ  | Galina Voskobojeva   | 80    | 8    |

- 1 Ranking den 27 August, 2012.

## Mester

### Single
- Irina-Camelia Begu vandt over  Donna Vekić, 6–4, 6–4.
- Det var Begu's første titel i 2012 og den første i hendes karrierer.

### Double
- Paula Kania /  Polina Pekhova vandt  Anna Chakvetadze /  Vesna Dolonc efter 6-2 i 1. sæt, før Chakvetadze og Dolonc træk sig i andet sæt.